# تامر شعبان
تامر شعبان (من مواليد 2 نوفمبر 1988 في بوفالو ، نيويورك) هو مخرج وكاتب ومنتج سينمائي أمريكي من أصل مصري. تم اختياره كواحد من «25 شابًا مؤثرًا وقويًا في العالم» من قبل «واي أس أيه»  التي راعتها هافينغتون بوست.

## أفلام

### أفلام قصيرة
| السنة | العنوان       | المخرج | المنتج | كاتب |
| ----- | ------------- | ------ | ------ | ---- |
| 2009  | أركان الشارع  | نعم    | نعم    | لا   |
| 2011  | همسات الشيطان | نعم    | نعم    | نعم  |
| 2017  | المجانين      | نعم    | نعم    | نعم  |
| 2019  | وقفة          | نعم    | لا     | نعم  |

## روابط خارجية
- على huffingtonpost.com
- في Festival-cannes.com
- على Oncbc.ca
- على reddit.com
- على conntv.com
- في campusmoviefest.com
- على nique.net
- على موقع samiyusufofficial.com
- على casttv.com
- على fogblog.tumblr.com
- على liveword.ca